# We’ve Got Tonight (Album)
We’ve Got Tonight ist ein 1983 erschienenes Musikalbum des US-amerikanischen Countrysängers Kenny Rogers. Es ist das letzte Album, das er für Liberty Records aufnahm. Das Album erreichte in den Vereinigten Staaten den dritten Platz der Country-Charts und Platz 18 der Billboard 200. Der Titelsong ist ein Duett mit Sheena Easton und wurde von Bob Seger komponiert.

## Aufnahme
Alle Songs wurden an jeweils verschiedenen Tagen in einem Studio in Hollywood eingespielt. Beginn der Aufnahmen war am 1. Mai 1982 mit der Einspielung von Love Will Turn You Around. Bis zum 30. Dezember 1982 waren dann auch die verbliebenen neun Songs eingespielt; der letzte war All My Life, der wie der Titelsong We’ve Got Tonight ein Duett mit Sheena Easton war.

## Titelliste
1. We’ve Got Tonight – 3:49
2. Scarlet Fever – 4:18
3. Farther I Go – 3:27
4. No Dreams – 3:25
5. Bad Enough – 3:14
6. All My Life – 3:49
7. How Long – 3:51
8. Love, Love, Love – 3:28
9. What I Learned From Loving You – 3:50
10. You Are So Beautiful – 2:50

## Singleauskopplungen
| 1983 | Liberty B-1492 | We’ve Got Tonight / You Are So Beautiful       | 1 / –  | 6 / –  |
| 1983 | Liberty B-1495 | All My Life / Farther I Go                     | 13 / – | 37 / – |
| 1983 | Liberty B-1503 | Scarlet Fever / What I Learned From Loving You | 5 / –  | 94 / – |